# Florian Krygerstadion
Het Florian Krygerstadion (Pools: Stadion Miejski imienia Floriana Krygiera) is een voetbalstadion in de Poolse stad Szczecin, dat plaats biedt aan 21.163 toeschouwers. De bespeler van het stadion is de voetbalclub Pogoń Szczecin. Het stadion werd in 1925 geopend.
Het stadion is vernoemd naar Florian Krygier, een Pools voetbalcoach en een belangrijke persoon in de historie van Pogoń Szczecin.